# 二丁投げ
二丁投げ（にちょうなげ）は、相撲の日本相撲協会制定決まり手八十二手、投げ手のひとつである。自分の右（左）脚を相手の右（左）脚の外側に当て、払うように投げる技。二丁とは二本の脚のことである。腕の位置は問わないので、上手からでも下手からでも、また廻しを取っても取らなくてもよい。旧称逆投（ぎゃくなげ）。
柔道の大外刈に似ているとスパイアのサイトは述べている。1948年の講道館機関誌『柔道』で玉嶺生は、払腰、大外刈、足車、大車、大外車、大外落、大外巻込も相撲では「二丁投げ」と呼ばれている、としている。
幕内では2007年9月場所12日目、春日王が普天王に対して決めた。これは1996年3月場所初日、関脇時代の魁皇が浪之花に対して決めて以来、11年ぶりのことであった。ほか1992年5月場所2日目でも、関脇の琴錦が寺尾戦で、この決まり手により勝利している。
さらに遡れば1991年5月場所2日目、当時小結の貴闘力が大関霧島に対して、土俵の中央で鮮やかな二丁投げを決めていた。（ちなみに貴闘力はこれを含めて通算3回この技を決めている）その後1992年7月場所の11日目にも貴闘力は、この場所平幕優勝を果たした水戸泉に対し、逆転の二丁投げを狙ったがこれは強引過ぎて空振りに終わり、送り出しで敗れている。
なお十両の取組を含めると、2013年9月場所初日の十両の取組で朝赤龍が千代鳳にこの技で勝利している。
2003年1月場所の2日目、当時前頭筆頭の雅山が、横綱貴乃花に対して下手を深く取られるも、その直後土俵中央で二丁投げが決まり見事に貴乃花を裏返し、行司の軍配も雅山の方にあげられた。しかし審判団からは物言いがつき、両者同体取り直しとなり、その取り直しの相撲は貴乃花が左からの上手投げで勝利した。だがこの取組の結末に視聴者からは、相撲協会に抗議の電話が殺到する事態となる。翌3日目から貴乃花は、この相撲で左肩を痛め途中休場（5日目から再出場するも、9日目に現役引退を表明）。雅山も3日目の当時大関の朝青龍戦で、右足首のケガを悪化させて翌4日目から途中休場したため、非常に後味の悪い一番となってしまった。

## 二丁掛け
二丁掛け（にちょうがけ）は投げの格好になっていない脚を掛けたら相手が倒れた場合の二丁投げ。日本相撲協会制定決まり手八十二手には入っていない。古くはこのような場合「二丁掛け」と呼ばれた。
公式決まり手制定以前、「二丁掛け」として記録された取組は次の通り。
- 昭和28年1月場所9日目 ○愛知山－甲斐ノ山×